# Грузино (усадьба)
Гру́зино — утраченный памятник русского классицизма, усадьба А. А. Аракчеева (1769—1834), одного из самых могущественных сановников Российской империи первой четверти XIX века. Располагалась в одноимённом селе Новгородской губернии, на правом берегу Волхова.

## История
Грузино, в начале XVIII века принадлежавшее А. Д. Меншикову, было подарено Аракчееву благоволившим ему императором Павлом I.
Усадьба была отстроена в крайне сжатые сроки (1799—1814 гг.) по проекту архитектора-классициста Ф. И. Демерцова. Поначалу был выстроен летний дворец, затем шесть деревянных флигелей, в 1806 году — каменный Андреевский собор на месте старой деревянной церкви и каменный дворец. На этом графском дворце над балконом на втором этаже была сделана надпись «Безъ лести преданъ».
В 1810 году Грузино впервые посетил император Александр I, затем он появлялся здесь ещё 10 раз.
Начиная с 1815 года к обустройству усадьбы был привлечён Василий Стасов. Среди построенного в усадьбе в этот второй период строительных работ наиболее примечательны:
- две каменные пирамидальные причальные башни 1815 года,
- высокая соборная колокольня 1822 года,
- чугунная колоннада 1820 года со скульптурой И. П. Мартоса в центре, изображающей апостола Андрея Первозванного.

Алексей Аракчеев пользовался большим доверием при Павле I и Александре I. В память о них владелец усадьбы оставил потомкам памятники о них. Монументальные скульптурные памятники украсили внутренность грузиновского собора. И. П. Мартос разработал памятник Павлу I, а Тома де Томон составил рисунок, по которому был выполнен памятник офицерам гренадерского имени Аракчеева полка, павшим в 1812—1814 годах.
Аракчеев любил берёзы и по его приказу в усадьбе и вдоль окрестных дорог были высажены берёзовые аллеи, причём, он собственноручно подвязывал молодые ветви.
В 1833 году между собором и усадебным домом был поставлен аллегорический бронзовый памятник императору Александру I (скульптор И. С. Гальберг). На красноватом гранитном пьедестале было три фигуры: Вера, Надежда и Милосердие, державшие бюст императора; Милосердие одновременно короновало его сияющим небесным венком. С двух сторон у подножия памятника располагались две фигуры: российский воин с щитом (с гербом графа) и освобождённая (от Наполеона) Европа. Спереди на пьедестале было выбито «Государю-благодетелю по кончине Его». Памятник погиб во время Великой Отечественной войны, так как Грузино было захвачено немцами. От памятника остался только пьедестал (частично).
Аракчеев умер в апреле 1834 года в этой загородной резиденции, где и был похоронен. По причине отсутствия прямых наследников Указом Николая I Гру́зинская волость с усадьбой была навечно передана Новгородскому кадетскому корпусу (позже переименованному в Аракчеевский). В дальнейшем, до 1917 года, усадьба использовалась для расквартирования царских войск — был построен специальный корпус для казарм. На 1914 год там был расквартирован Петровский 88-й пехотный полк.
- Грузино на старинных фотографиях
- Общий вид Грузина от паромной пристани, фото около 1880 г.
- Скульптура св. Андрея Первозванного 1829 года
- Памятник Александру I на фоне собора
- Собор Андрея Первозванного
- Соборная колокольня 1822 года
- Пристань с башнями 1815 года
- Павильон в парке, с посвящением генералу П. И. Мелессино
- Чугунная колоннада

После Октябрьской революции, в 1921—1922 годах, организацию музея в Грузино курировал лично заведующий Музейным фондом В. И. Ерыкалов. В 1938 году Грузино было преобразовано в рабочий посёлок.
При советской власти усадьба была «запущена и полуразрушена», хотя и имела статус историко-бытового музея. Окончательно постройки начала XIX века были стёрты с лица земли во время Великой Отечественной войны. Их местонахождение отмечено памятными досками.

## Парк
В 1998 году постановлением Администрации Новгородской области от 30 сентября № 389 парк на месте усадьбы площадью 46 га был объявлен «Памятником садово-паркового искусства (XVIII—XIX вв.)». Два уцелевших бронзовых льва из Грузино перевезёны в Великий Новгород и установлены у парадного входа Новгородского краеведческого музея в кремле, около памятника «Тысячелетие России».
В саду был установлен памятник первому садовнику в усадьбе — Исааку Константиновичу, посадившему липовую аллею при Меншикове и, согласно местному поверью, прожившему целых 125 лет (1681—1806).
- Литографированные виды села Грузино, 1810—1824
- Общий вид из-за реки Волхов, 1810-1815 гг.
- Вид села Грузина от реки Волхов, 1812
- Вид Площади с приезда от реки Волхова, 1821
- Павильон на пруду, посвященный Мелиссино, 1822